# План «Рот»
Красный план, Рот-план, План «Рот» (нем. Fall Rot) — стратегический план войск Германии, вторая фаза Французской кампании. Реализован благодаря успешному выполнению пунктов плана «Гельб».

## Содержание плана
План состоял из двух пунктов. Согласно первому пункту, западнее Соммы в направлении Сены немцы должны были нанести отвлекающий удар. Согласно второму пункту, в направлении реки Эны 9 июня наносился основной удар. Ввиду того, что на границе с Германией находилась мощная линия укреплений под названием «линия Мажино», немецкое командование решило организовать блицкриг в Нидерландах.

## Ситуация на фронтах
Общая протяженность фронта составляла 965 км и оборонялась 64 французскими дивизиями. При этом, все французские войска под командованием генерала Гомелена были распределены вдоль линии фронта и не имели реальных резервов. В порту, у дельты реки Соммы стояли несколько британских дивизий, участия в обороне Франции не принимавших. Против них на территории Германии и частично на территории Бельгии были сосредоточены 142 дивизии вермахта, включавшие несколько танковых корпусов с весьма опытным командованием в лице генерал-майора Роммеля и генерала танковых войск Гудериана.  В воздухе авиация немцев, люфтваффе, имела абсолютное превосходство за исключением непосредственно пролива Ла-Манш, который патрулировался британской авиацией.

## Реализация плана
9 мая 1940 года после четырёх часов авианалётов и артобстрелов французских позиций к 16:00 немцы пересекли реку Маас в четырёх местах западнее Люксембурга. Несмотря на первую неудачную атаку войск Роммеля, к шести часам вечера французские позиции были захвачены немцами полностью. 10 мая немцы продвинулись на 32 километра дальше вглубь французской территории, по большей части из-за нерешительности французского главнокомандующего, генерала Мориса Гамелена, который оказался не готов к столь решительным действиям противника и 19 мая был отстранён от командования.  Главнокомандующим французскими войсками был назначен генерал Максим Вейган, но ситуация уже была близка к катастрофе. К 21 мая немецким войскам удалось выйти к Ла-Маншу, разрезав силы союзников. 31 мая кольцо немецкого окружения в Дюнкерке замкнулось, и британцы начали спешно эвакуировать свои войска. Единственное упорное сопротивление оказали танковые части, оснащённые танками «Матильда», но немцам и их удалось подавить 88-мм зенитными пушками FlaK 88.
На эльзасском направлении наступление развивалось не так быстро. Не решаясь сразу атаковать в лоб серьёзные укрепления «линии Мажино» в направлении Страсбурга, группа армий «С» вермахта предприняла несколько маневров. Пехотные части при поддержке XVI танкового корпуса ударили в направлении Мец для того, чтобы предотвратить вероятное контрнаступление французов из Эльзаса в район Соммы, и захватить города Мец, Туль и Верден. В то же время XIX танковый корпус Гудериана выдвинулся в район франко-швейцарской границы и должен был, создавая угрозу окружения, вынудить французов отойти на запад, в горный массив Вогезы. Маневр Гудериана оказался удачным и французы, опасаясь окружения, отвели войска из Эльзаса, западнее, на следующие оборонительные рубежи и фактически бросили линию Мажино.
Историками этот маневр оценивается по-разному, так как это было центральное и наиболее укрепленное место во всей линии укреплений Мажино, вследствие того, что граница Франции и Германии пролегала вдоль Рейна, а оборонительные сооружения и крепости в этом районе использовали все выгоды от наличия естественных преград, находились на близком расстоянии друг от друга, образовывая сплошную линию. При строительстве укреплений начиная с 1929 года, делалась ставка на длительную оборону, бункеры и блиндажи строились с возможностью обстрела широкого сектора, но как показал послевоенный анализ, укрепления не были приспособлены к атаке с тыла. Тем не менее, маневр позволил предотвратить окружение, освободить и использовать на других направлениях несколько дивизий французов.
В этот же момент группа армий «B» вермахта начала наступление в направлении Парижа и Нормандии, а группа армий «A» стремительным броском через Арденны в направлении Нанси вышла в тыл основных укреплений «линии Мажино». Группа армий «C» начала лобовую атаку на эльзасском направлении, пять немецких штурмовых дивизий VII корпуса форсировали Рейн в районе Кольмара, южнее Страсбурга. В их составе имелось 400 артиллерийских орудий, несколько тяжелых гаубиц и множество минометов. Атака была сперва безуспешной, так как несмотря на малочисленность, французам удалось удерживать оборону благодаря мощным фортификационным сооружениям, хотя на них было брошено 7 дивизий. Также немцами были использованы 150-мм железнодорожные батареи и очень эффективные 88-мм зенитные пушки FlaK 88. Продвижение немцев в этом направлении было медленным, но неуклонным. 17 июня они вытеснили французские 104-ю и 105-ю дивизии на запад, в горный район Вогезы, где те были почти полностью уничтожены. В тот же день XIX корпус Гудериана достиг швейцарской границы в районе Базеля, и линия обороны Мажино оказалась отрезанной от остальной территории Франции. Большинство укрепленных районов сдались 25 июня и немецкие средства массовой информации утверждали, что в плен попало 500 000 французов. В итоге, из 58 крупных укреплений «линии Мажино» в бою вермахтом были захвачены 10, остальные были оставлены отступающими частями французов.

## Итоги
План «Рот» завершил разгром сил союзников во Франции и привёл к полной капитуляции Франции 25 июня. Некоторые локальные укреплённые районы под командованием генерала Альфонса Жозефа Жоржа продолжали борьбу, даже после падения Парижа, несмотря на призывы к капитуляции. Последний очаг сопротивления был подавлен 10 июля.